# Montmorency County
Montmorency County är ett administrativt område i delstaten Michigan, USA, med 9 765 invånare. Den administrativa huvudorten (county seat) är Atlanta. 

## Geografi
Enligt United States Census Bureau har countyt en total area på 1 456 km². 1 417 km² av den arean är land och 39 km² är vatten.   

### Angränsande countyn
- Presque Isle County - nordost
- Alpena County - öster
- Alcona County - sydost
- Oscoda County - söder
- Crawford County - sydväst
- Otsego County - väster
- Cheboygan County - nordväst